# 蓋置
蓋置（ふたおき）は、茶釜の蓋や柄杓の合（）をのせるための茶道具。

## 概要
材質は竹、金属、陶磁器類などがある。竹の蓋置は引切（）とも呼ばれ、竹の根元が上になるように逆竹に切る約束となっている。また、炉と風炉の場合で切り方が異なり、天節と呼ばれる上端に節があるものが風炉用、中節と呼ばれる節が真中あたりに来るものが炉用である。
棚を用いた点前では最後に飾られることが多いが、竹製のものは特別の場合以外は飾らない。千利休が選んだとされる火舎、五徳、一閑人、三つ人形、蟹、さざえ、三つ葉の7つは「七種蓋置」と呼ばれ、特別に扱われる。